# Marjolijn Juray

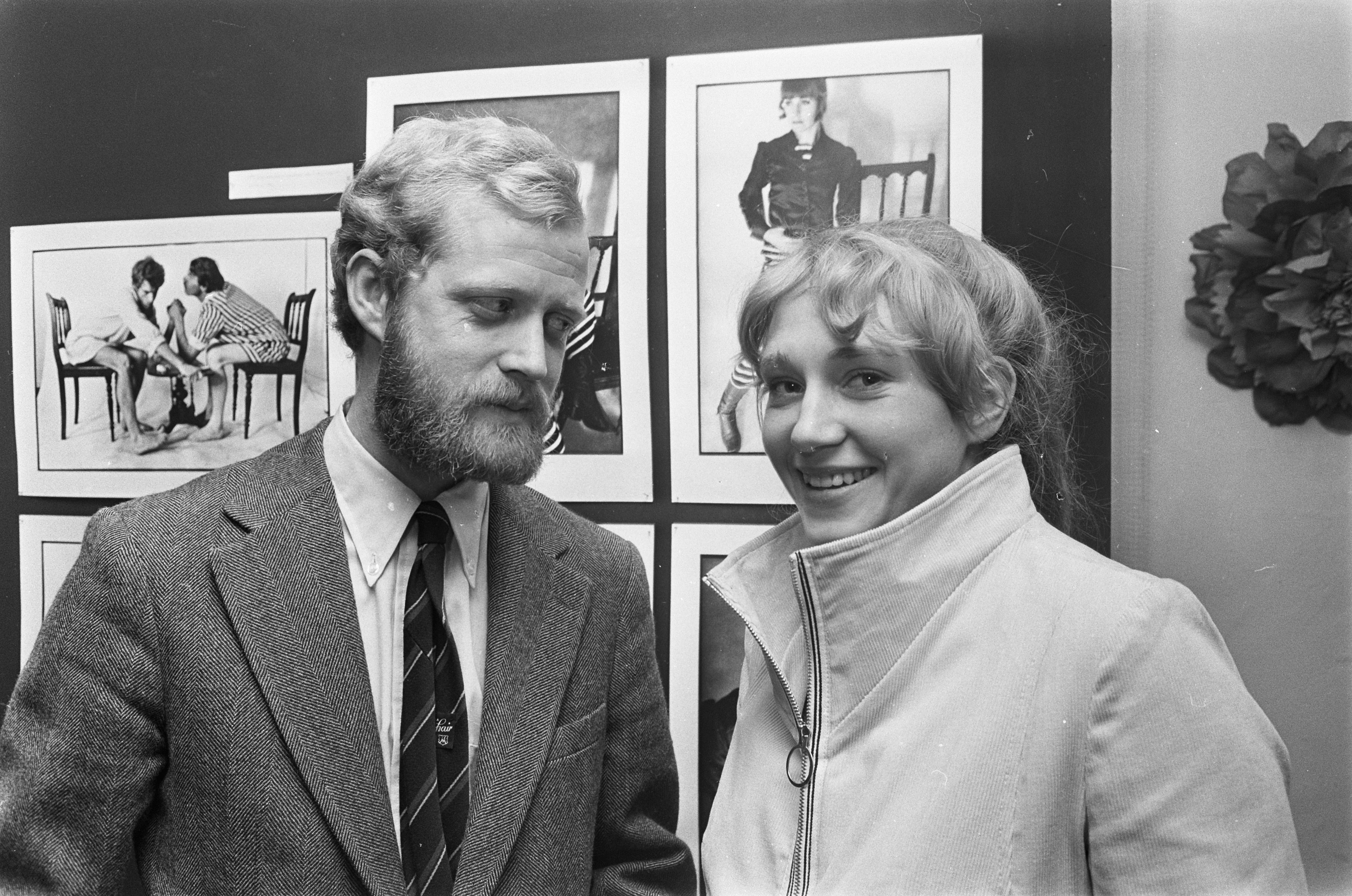
Boudewijn Neuteboom en Marjolijn Juray in 1968

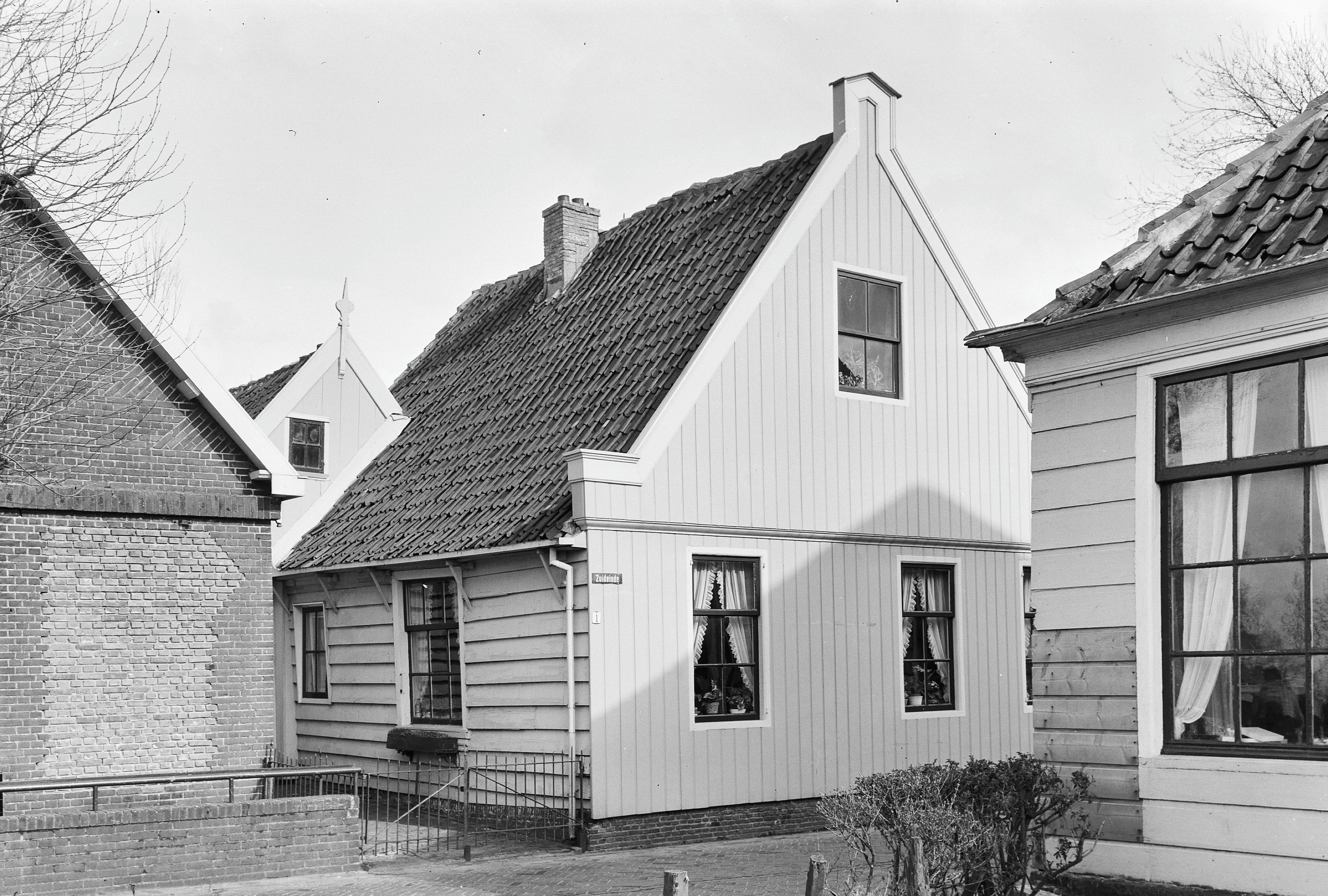
Zuideinde 1 in Broek in 1967

Marian Johanna Antonia (Marjolijn/Marjolein) Juray (Rotterdam, 3 mei 1945 – vermoedelijk Broek in Waterland, 10 december 2001) was een Nederlands beeldend kunstenaar, maar werd onderscheiden als fotografe.

## Biografie
Ze kreeg een opleiding in pottenbakken en aanverwanten aan de Rotterdamse academie voor beeldende kunsten (1961-1966). Zo maakte ze onder andere theepotten en werken in keramiek. Ook was ze bedreven in de aquareltechniek. Ze mocht in 1985 geabstraheerde aquarellen en keramiek tentoonstellen in Museum Waterland, ze werkte toen vanuit Broek in Waterland. In 1991 brandde haar atelierwoning aan Zuideinde 1 af, waarbij ook haar Japanse bibliotheek verloren ging. Ze noemde haar expositie in Aemstelle te Amstelveen dat jaar Zuideinde 1 (1975-1991). Ten tijde van de brand, ontstaan door een brandstichting in een gestalde motor, was Hans Dulfer haar buurman; hij maakte haar en haar dochter wakker. Ze had toen al werk hangen in New York en Ottawa als gevolg van een opdracht van het Ministerie van Buitenlandse Zaken. Juist een deel van haar foto’s van haar woning bleef bewaard.  In 1992/1993 kreeg ze voor haar aquarellen de Jeanne Oosting Prijs.

## Afwijkende prijs
Ze kreeg in 1968 echter een onderscheiding op het gebied van fotografie. Omdat haar oven in haar Rotterdamse atelier defect was, was ze onder invloed van verloofde/echtgenote (getrouwd in mei 1968 gescheiden, omstreeks 1976) Wout Berger gaan fotograferen. Ze zette zich in haar gemaakte foto’s af tegen wat ze “gekunstelde en oplegde seks" met "volmaakte modellen” noemde. Ze wilde juist onvolmaaktheden fotograferen naar model van Richard Avedon en Ed van der Elsken. Ze constateerde destijds als dat er maar weinig vrouwen hun geld met fotograferen konden verdienen. In 1968 won ze aldus twee prijzen in een wedstrijd georganiseerd door modebladen Textilia en Texpress; een derde prijs ging naar fotograaf Boudewijn Neuteboom. Ze wees er daarbij voorts op dat er een groot verschil was tussen hoe mannen en vrouwen modellen op de plaat vastlegden.
De laatste jaren deed ze ook aan modeontwerp, met name gemodelleerd op basis van de Japanse kimono. Ze werd begraven op de Algemene Begraafplaats Roomeinde, Broek in Waterland.
- Biografisch Portaal: 97270730
- International Standard Name Identifier: 0000 0003 9663 3947
- Nederlandse Thesaurus van Auteursnamen: 096716940
- RKD-Nederlands Instituut voor Kunstgeschiedenis: 43129
- Virtual International Authority File: 291610172
- WorldCat: E39PBJktp9DG9jbY88Pxyp9VYP